# Farigliano
Farigliano là một đô thị tại tỉnh Cuneo trong vùng Piedmont của Italia, vị trí cách khoảng 60 km về phía đông nam của Torino và khoảng 35 km về phía đông bắc của Cuneo. Tại thời điểm ngày 31 tháng 12 năm 2004, đô thị này có dân số 1.766 người và diện tích 16,4 km².
Farigliano giáp các đô thị: Belvedere Langhe, Carrù, Clavesana, Dogliani, Lequio Tanaro và Piozzo.